# غويدو بوناتي
غويدو بوناتي (بالإنجليزية: Guido Bonatti)‏ (و. 1210 – 1296 م) هو عالم فلك، ومنجم ولد في فورلي.
توفي عن عمر يناهز 86 عاماً.